# Paramatachia
Paramatachia es un género de arañas araneomorfas de la familia Desidae. Se encuentra en  Australia.

## Lista de especies
Según The World Spider Catalog 12.0:
- Paramatachia ashtonensis Marples, 1962
- Paramatachia cataracta Marples, 1962
- Paramatachia decorata Dalmas, 1918
- Paramatachia media Marples, 1962
- Paramatachia tubicola (Hickman, 1950)